# Gustav von Senden-Bibran
Gustav von Senden-Bibran (1847–1909) was een officier in de Keizerlijke Duitse Marine. De Duitse aristocraat was betrokken bij de opbouw van een zeemacht die met de machtige Engelse vloot moest kunnen concurreren. Hij bracht het tot admiraal en werd door Wilhelm II geëerd met een zeldzame onderscheiding; het grootkruis met Eikenloof en Zwaarden in de Orde van de Rode Adelaar.

## Militaire loopbaan
- Kadett: 7 april 1862
- Unterleutnant zur See: 1867
- Konteradmiral: 1892
- Vizeadmiral: 1899
- Admiral: 1903

## Decoraties
- Grootkruis in de Orde van de Rode Adelaar met Zwaarden en Eikenloof
- Hospitaalorde van Sint-Jan (balije Brandenburg)
  - Rechtsridder
- Orde van de Zwarte Adelaar (Pruisen)